# Chester (Wisconsin)
Chester è un centro abitato (town) degli Stati Uniti d'America situato nella contea di Dodge nello Stato del Wisconsin. La popolazione era di 960 persone al censimento del 2000. Le comunità incorporate di Atwater ed East Waupun si trovano nella città.

## Storia
Un ufficio postale chiamato Chester fu creato nel 1847, e rimase in funzione fino al 1918. Prende il nome dalla città di Chester, nel Massachusetts.

## Geografia fisica
Secondo lo United States Census Bureau, ha un'area totale di 34,4 miglia quadrate (89,1 km²).

## Società

### Evoluzione demografica
Secondo il censimento del 2000, c'erano 960 persone.

### Etnie e minoranze straniere
Secondo il censimento del 2000, la composizione etnica della città era formata dal 87,92% di bianchi, il 9,38% di afroamericani, l'1,04% di nativi americani, lo 0,10% di asiatici, lo 0,62% di altre razze, e lo 0,94% di due o più etnie. Ispanici o latinos di qualunque razza erano il 3,54% della popolazione.